# Stadion Buiksloterbanne
Das Stadion Buiksloterbanne war ein Fußballstadion in der niederländischen Stadt Amsterdam. Das Stadion wurde im Norden  durch das Krankenhaus BovenIJ Ziekenhuis, im Osten durch den Nordhollandkanal, im Süden durch den Buiksloterdijk und im Westen durch das Wohnviertel Buiksloot begrenzt.

## Geschichte
Im Jahr 1964 benötigte der Fußballverein De Volewijckers eine neue Spielstätte, nachdem der zuvor bespielte Sportpark Mosveld einer Schnellstraße weichen musste, welche zwischen den Toren des alten Stadions Platz finden sollte. Eine geeignete Fläche wurde im Norden des Noorderparks gefunden. Zum Zeitpunkt des Baus des neuen Sportparks Buiksloterbanne war der Polder noch leer. Er befand sich in einiger Entfernung zum eigentlichen Wohngebiet von Volewijck, wo der Verein ursprünglich gegründet wurde. Viele Jahre lang bestand die Sportanlage aus acht Fußballfeldern, wobei das Stadion ein Fassungsvermögen von etwa 12.500 Zuschauern hatte. Bis zur Fusion mit dem FC Amsterdam im Jahr 1974 wurde das Stadion für die Profispiele von De Volewijckers genutzt. Die Amateurabteilung des Vereins blieb im Sportpark. Das Hauptstadion wurde Anfang der 1990er Jahre abgerissen und mit Wohnhäusern bebaut.